# (R)-氨基丙醇脱氢酶
(R)-氨基丙烷醇脱氢酶（英語：(R)-aminopropanol dehydrogenase，EC 1.1.1.75（页面存档备份，存于））是一种以NAD+或NADP+为受体、作用于供体CH-OH基团上的氧化还原酶。这种酶能催化以下酶促反应：
(R)-1-氨基-2-丙醇 + NAD+ {\displaystyle \rightleftharpoons } 氨基丙酮 + NADH + H+
(R)-氨基丙烷醇脱氢酶主要参与甘氨酸、丝氨酸和苏氨酸的代谢过程。这种酶需要钾离子作为辅酶。